# 강충 (전한)
강충(江充, ? ~ 기원전 91년)은 전한 중기의 관료로, 자는 차천(次倩)이며 조국 한단현(邯鄲縣) 사람이다. 본래 이름은 강제(江齊)였다.

## 생애

### 조경숙왕의 신하 시절
강제에게는 무희인 누이동생이 있었는데, 조나라 경숙왕의 태자 유단(劉丹)과 혼인하여 그의 총애를 받았다. 하지만 유단은 강제가 자신의 잘못을 경숙왕에게 일러바칠까 불안해하여 그를 잡으려 하였는데, 강제는 잡히지 않았고 대신 아버지와 형이 주살되었다. 이에 강제는 강충으로 이름을 고치고 장안으로 달아났다.
강충은 무제에게 가 유단이 자신의 누이·아버지의 후궁과 간음하였고, 또 호족들과 관계를 맺어 음모를 꾸몄다는 내용의 글을 올렸다. 글을 읽은 무제는 경숙왕의 궁전을 포위하여 유단을 붙잡았다. 정위로 하여금 사건을 심리하게 하니 사형 판결이 나왔고, 경숙왕은 유단을 흉노 정벌에 보내 속죄하게 할 것을 청원하였으나 받아들여지지 않았다. 유단은 사면되어 목숨은 건졌으나 폐위되었고, 동생 유창이 대신 태자가 되었다.

### 중앙으로의 진출
이후 강충은 제후왕을 비롯한 황족들을 두려워하지 않는 태도로 무제의 신임을 샀고, 알자(謁者)가 되어 흉노에 사자로 갔다. 돌아온 후 직지수의사자(直指繡衣使者)가 되어 삼보의 도적 토벌을 감독하였고, 사치스러운 자를 잡아냈다. 귀인과 공경들 중 사치스러운 자는 모두 탄핵하고 북군(北軍)에 편입시켜 흉노 토벌에 종군케 할 것을 상주하니, 무제는 이를 받아들였다. 게다가 강충은 북군에 들어갈 자들의 궁전 출입을 금지하였기 때문에, 황족 · 귀인 · 공경의 자제들은 모두 두려워하여 속죄금을 바쳤다. 이로써 북군에 헌납된 돈이 수천만에 이르렀다.
어느 날, 강충은 길을 나서다가 무제의 큰어머니인 관도장공주(館陶長公主)가 치도(馳道; 황제 전용 도로)를 다니는 것을 보았다. 강충이 이를 따지니 공주는 태후가 불러서 그랬다고 둘러대었고, 강충은 공주의 거마를 빼앗았다. 훗날 황태자 유거의 사자가 치도를 다니는 것을 보고 똑같이 하였는데, 이 소식을 들은 유거는 강충에게 사람을 보내 무제에게는 비밀로 해달라고 부탁하였다. 그러나 강충은 듣지 않고 무제에게 일러바쳤고, 무제는 강충을 매우 기특하게 여겨 더욱 총애하였다. 곧 수형도위로 승진하였고, 강충의 일족과 지인들 중 그의 힘을 빌어 관직에 나아간 자가 많았으나 나중에 모두 법에 걸려 파면되었다.

### 무고의 난
이후 강충은 고관으로서 세도를 부렸고, 연로한 무제가 붕어한 뒤에도 계속 권력을 누리기 위하여, 자신에게 원한을 품은 황태자가 추후 제위에 오르지 못하도록, 무고를 범했다는 누명을 씌워 정적들을 제거하였다. 승상 공손하에게 붙잡힌 도적 주안세(朱安世)가 고발하면서 이 사건이 겉으로 드러나게 되니, 강충은 당시 무제가 병을 앓던 것이 무고 때문이라고 상주하였다. 무제는 곧 그로 하여금 사건을 조사하게 하였고, 강충은 미리 땅에 묻어둔 제웅을 이민족 무당으로 하여금 찾아내게 하고, 또 땅에 술을 뿌려서 의식을 행한 흔적을 날조한 뒤 사람들을 고문하여 자백을 강요하였다. 사람들은 하지도 않은 무고를 했다고 서로 고자질하기에 이르렀고, 관리는 모두 대역죄로 판결하였기 때문에 수만 명이 목숨을 잃었다.
결국 무제는 측근들 중 무고를 범한 자가 있을 지도 모른다는 의심을 품기에 이르렀다. 강충은 조정 안의 낌새가 이상하다고 아뢰고는 후궁·황후를 문초하였고, 급기야 황태자의 거처 앞에 제웅을 묻어 두고는 이를 파내어 증거를 또 날조하였다. 궁지에 몰린 황태자는 강충을 잡아 죽였다.

## 같이 보기
- 무고의 난

## 출전
- 반고, 《한서》 권45 괴오강식부전

| 전임 수 | 전한의 수형도위 기원전 94년 ~ 기원전 91년 | 후임 여파호 |